# 7alfa-idrossisteroide deidrogenasi
La 7alfa-idrossisteroide deidrogenasi è un enzima appartenente alla classe delle ossidoreduttasi, che catalizza la seguente reazione:
3α,7α,12α-triidrossi-5β-ciolanato + NAD+ ⇄ 3β,12α-diidrossi-7-osso-5β-ciolanato + NADH + H+
L'enzima catalizza l'ossidazione del gruppo 7α-idrossile degli acidi biliari e degli alcoli sia nella forma libera che legata. Gli enzimi di Bacteroides fragilis e Clostridium possono utilizzare anche il NADP+.